# Chlamydogobius
Chlamydogobius là một chi của họ cá Oxudercidae. Nhiều loài trong chi này là loài đặc hữu của Úc. Nhiều loài có khả năng thích nghi tốt trong môi trường nước có độ PH dao động.

## Các loài
Chi này hiện hành có các loài sau đây được ghi nhận:
- Chlamydogobius eremius (Zietz (fi), 1896)
- Chlamydogobius gloveri Larson, 1995: Nó là loài đặc hữu của Úc.
- Chlamydogobius japalpa Larson, 1995
- Chlamydogobius micropterus Larson, 1995: Nó là loài đặc hữu của Úc.
- Chlamydogobius ranunculus Larson, 1995
- Chlamydogobius squamigenus Larson, 1995: Nó là loài đặc hữu của Úc.